# José Fiolo
José Sylvio Fiolo dit José Fiolo (né le 2 mars 1950 à Campinas) est un nageur brésilien spécialiste des épreuves de brasse. Il était détenteur du record du monde du 100 m brasse,.

## Carrière internationale
Fiolo a participé pour son pays natal à trois Jeux olympiques d'été consécutifs : 1968 à Mexico, 1972 à Munich et 1976 à Montréal. En 1968, il obtient la 4e place au 100 mètres brasse; a également participé au 200 mètres brasse et au 4 × 100 mètres quatre nages, sans aller en finale. En 1972, il a terminé 6e du 100 mètres brasse et, le long du relais brésilien, s'est classé 5e du 4 × 100 mètres quatre nages. Il a également assisté au 200 mètres brasse, sans aller en finale. En 1976, a participé au 100 mètres brasse, sans aller en finale,,.
Son plus grand exploit a eu lieu le 19 février 1968, à 17 ans, lorsque, seul dans la piscine mais devant une foule dans les tribunes du Clube de Regatas Guanabara, à Rio de Janeiro - au même endroit et de la même manière que Manuel dos Santos a battu sept ans avant le record du monde du 100 mètres nage libre - il a établi le record du monde du 100 mètres brasse, avec un temps de 1:06,4,,.
Aux Jeux panaméricains de 1967 à Winnipeg, Fiolo a remporté deux médailles d'or aux 100 mètres et 200 mètres brasse et une médaille de bronze au 4 × 100 mètres quatre nages.
Aux Jeux panaméricains de 1971 à Cali, Fiolo a remporté deux médailles de bronze au 100 mètres brasse et au 4 × 100 mètres quatre nages. Il a également terminé 5e au 200 mètres brasse. Au 4 × 100 mètres quatre nages, il a battu le record sud-américain, avec un temps de 4:02,94,,.
Aux Jeux panaméricains de 1975 à Mexico, Fiolo a remporté deux médailles de bronze au 100 mètres brasse et au 4 × 100 mètres quatre nages. Il a également terminé 6e au 200 mètres brasse,.
Il vit en Australie depuis plus de 20 ans. Son fils, Pietro Figlioli, était joueur de water-polo de l'équipe australienne, et maintenant, de l'équipe italienne.

## Palmarès

### Jeux panaméricains
- Jeux panaméricains de 1967 à Winnipeg (Canada) :
  -  Médaille d'or sur le 100 m brasse.
  -  Médaille d'or sur le 200 m brasse.
  -  Médaille de bronze du 4 x 100 m quatre nages.
- Jeux panaméricains de 1971 à Cali (Colombie) :
  -  Médaille de bronze sur le 100 m brasse.
  -  Médaille de bronze du 4 x 100 m quatre nages.
- Jeux panaméricains de 1975 à Mexico (Mexique) :
  -  Médaille de bronze sur le 100 m brasse.
  -  Médaille de bronze du 4 x 100 m quatre nages.